# Гонокаа (Гаваї)
Гонокаа (англ. Honokaa) — переписна місцевість (CDP) в США, в окрузі Гаваї штату Гаваї. Населення — 2699 осіб (2020).

## Географія
Гонокаа розташована за координатами 20°4′29″ пн. ш. 155°27′57″ зх. д. / 20.07472° пн. ш. 155.46583° зх. д. (20.074635, -155.465705).  За даними Бюро перепису населення США в 2010 році переписна місцевість мала площу 3,28 км², уся площа — суходіл.

## Демографія
Згідно з переписом 2010 року, у переписній місцевості мешкало 2258 осіб у 751 домогосподарстві у складі 529 родин. Густота населення становила 688 осіб/км².  Було 843 помешкання (257/км²).
Расовий склад населення:
| - 35,9 % — азіатів - 24,2 % — білих - 5,1 % — вихідців з тихоокеанських островів - 0,2 % — чорних або афроамериканців - 0,1 % — корінних американців |

До двох чи більше рас належало 33,7 %. Частка іспаномовних становила 11,5 % від усіх жителів.
За віковим діапазоном населення розподілялося таким чином: 23,8 % — особи молодші 18 років, 56,1 % — особи у віці 18—64 років, 20,1 % — особи у віці 65 років та старші. Медіана віку мешканця становила 41,2 року. На 100 осіб жіночої статі у переписній місцевості припадало 95,5 чоловіків;  на 100 жінок у віці від 18 років та старших — 93,0 чоловіків також старших 18 років.
Середній дохід на одне домашнє господарство  становив 64 066 доларів США (медіана — 54 167), а середній дохід на одну сім'ю — 77 540 доларів (медіана — 66 875). Медіана доходів становила 35 685 доларів для чоловіків та 30 653 долари для жінок. За межею бідності перебувало 12,0 % осіб, у тому числі 20,6 % дітей у віці до 18 років та 11,8 % осіб у віці 65 років та старших.
Цивільне працевлаштоване населення становило 1090 осіб. Основні галузі зайнятості: мистецтво, розваги та відпочинок — 42,4 %, освіта, охорона здоров'я та соціальна допомога — 22,7 %, роздрібна торгівля — 9,7 %, науковці, спеціалісти, менеджери — 8,3 %.